# Brezov pedic
Brezov pedic (znanstveno ime Biston betularia) je metulj iz družine pedicev, ki je razširjen po večini Palearktike.

## Opis in biologija
Odrasli metulji imajo razpon kril med 35 in 60 mm.
V Sloveniji imajo metulji eno generacijo letno in letajo med majem in avgustom, v jugozahodnem delu Severne Amerike pa se letno pojavljata dve generaciji. Gosenice se hranijo z listi mnogih različnih zelnatih in lesnatih rastlin.
Pri tem pedicu se pojavlja industrijski melanizem. V zelo onesnaženih območjih se bolj izraža alel, ki kodira skoraj črne osebke, ob izboljšanju razmer pa se z naravno selekcijo spet začnejo pojavljati bolj beli osebki.

## Podvrste
- B. b. betularia
- B. b. cognataria (Guenée, 1857)
- B. b. contrasta (Barnes & Benjamin, 1923)
- B. b. parva Leech, 1897
- B. b. nepalensis Inoue, 1982